# Voetbal op de Paralympische Zomerspelen 2020
Op de XVIe Paralympische Zomerspelen, die in 2021 werden gehouden in Tokio, Japan, was voetbal een van de 23 sporten die werden beoefend. Nu het CP-voetbal niet meer op het programma stond, was het blindenvoetbal nog de enige voetbalvariant tijdens de Paralympische Zomerspelen.

## Deelnemende landen
Overzicht van de acht deelnemende landen: 
- Argentinië
- Brazilië
- China
- Frankrijk

- Japan
- Marokko
- Spanje
- Thailand

## Groepsfase

### Poule A
| Pos | Land      | Wed | Win | Gel | Ver | DV | DT | +/− | Pnt |
| --- | --------- | --- | --- | --- | --- | -- | -- | --- | --- |
| 1   | Brazilië  | 3   | 3   | 0   | 0   | 11 | 0  | +11 | 9   |
| 2   | China     | 3   | 2   | 0   | 1   | 3  | 3  | 0   | 6   |
| 3   | Japan     | 3   | 1   | 0   | 2   | 4  | 6  | −2  | 3   |
| 4   | Frankrijk | 3   | 0   | 0   | 3   | 0  | 9  | −9  | 0   |

|                               |                                            |       |           |                                                             |
| 29 augustus 2021 9:00 (UTC+9) | Japan                                      | 4 – 0 | Frankrijk | Aomi Urban Sports Venue, Kōtō Scheidsrechter: Lucio Morgado |
| 29 augustus 2021 9:00 (UTC+9) | - Kuroda 4', 9' - Kawamura 19', 27' (pen.) |       |           | Aomi Urban Sports Venue, Kōtō Scheidsrechter: Lucio Morgado |

|                                |                                     |       |       |                                                                 |
| 29 augustus 2021 11:30 (UTC+9) | Brazilië                            | 3 – 0 | China | Aomi Urban Sports Venue, Kōtō Scheidsrechter: François Carcouët |
| 29 augustus 2021 11:30 (UTC+9) | - Mendes 15', 36' - Reis 25' (pen.) |       |       | Aomi Urban Sports Venue, Kōtō Scheidsrechter: François Carcouët |

|                               |                   |       |           |                                                             |
| 30 augustus 2021 9:00 (UTC+9) | China             | 1 – 0 | Frankrijk | Aomi Urban Sports Venue, Kōtō Scheidsrechter: Stuart Winton |
| 30 augustus 2021 9:00 (UTC+9) | - Zhu Ruiming 37' |       |           | Aomi Urban Sports Venue, Kōtō Scheidsrechter: Stuart Winton |

|                                |                                                 |       |       |                                                                |
| 30 augustus 2021 11:30 (UTC+9) | Brazilië                                        | 4 – 0 | Japan | Aomi Urban Sports Venue, Kōtō Scheidsrechter: Germinal Lubrano |
| 30 augustus 2021 11:30 (UTC+9) | - Mendes 5' - Tiago Paraná 25' - Alves 36', 39' |       |       | Aomi Urban Sports Venue, Kōtō Scheidsrechter: Germinal Lubrano |

|                               |       |                        |       |                                                                 |
| 31 augustus 2021 9:00 (UTC+9) | Japan | 0 – 2                  | China | Aomi Urban Sports Venue, Kōtō Scheidsrechter: François Carcouët |
| 31 augustus 2021 9:00 (UTC+9) |       | - Zhu Ruiming 12', 18' |       | Aomi Urban Sports Venue, Kōtō Scheidsrechter: François Carcouët |

|                                |           |                                            |          |                                                             |
| 31 augustus 2021 11:30 (UTC+9) | Frankrijk | 0 – 4                                      | Brazilië | Aomi Urban Sports Venue, Kōtō Scheidsrechter: Attila Balint |
| 31 augustus 2021 11:30 (UTC+9) |           | - Mendes 16', 26' (pen.) - Soares 35', 39' |          | Aomi Urban Sports Venue, Kōtō Scheidsrechter: Attila Balint |

### Poule B
| Pos | Land       | Wed | Win | Gel | Ver | DV | DT | +/− | Pnt |
| --- | ---------- | --- | --- | --- | --- | -- | -- | --- | --- |
| 1   | Argentinië | 3   | 3   | 0   | 0   | 7  | 1  | +6  | 9   |
| 2   | Marokko    | 3   | 1   | 1   | 1   | 4  | 3  | +1  | 4   |
| 3   | Spanje     | 3   | 1   | 1   | 1   | 2  | 3  | −1  | 4   |
| 4   | Thailand   | 3   | 0   | 0   | 3   | 0  | 6  | −6  | 0   |

|                                |                     |       |             |                                                             |
| 29 augustus 2021 16:30 (UTC+9) | Argentinië          | 2 – 1 | Marokko     | Aomi Urban Sports Venue, Kōtō Scheidsrechter: Attila Balint |
| 29 augustus 2021 16:30 (UTC+9) | - Espinillo 3', 15' |       | - Snisla 9' | Aomi Urban Sports Venue, Kōtō Scheidsrechter: Attila Balint |

|                                |              |       |          |                                                             |
| 29 augustus 2021 19:30 (UTC+9) | Spanje       | 1 – 0 | Thailand | Aomi Urban Sports Venue, Kōtō Scheidsrechter: Urabe Yasushi |
| 29 augustus 2021 19:30 (UTC+9) | - Martin 40' |       |          | Aomi Urban Sports Venue, Kōtō Scheidsrechter: Urabe Yasushi |

|                                |          |                  |         |                                                            |
| 30 augustus 2021 16:30 (UTC+9) | Thailand | 0 – 2            | Marokko | Aomi Urban Sports Venue, Kōtō Scheidsrechter: Kazuo Takagi |
| 30 augustus 2021 16:30 (UTC+9) |          | - Snisla 6', 20' |         | Aomi Urban Sports Venue, Kōtō Scheidsrechter: Kazuo Takagi |

|                                |        |                     |            |                                                             |
| 30 augustus 2021 19:30 (UTC+9) | Spanje | 0 – 2               | Argentinië | Aomi Urban Sports Venue, Kōtō Scheidsrechter: Lucio Morgado |
| 30 augustus 2021 19:30 (UTC+9) |        | - Espinillo 8', 40' |            | Aomi Urban Sports Venue, Kōtō Scheidsrechter: Lucio Morgado |

|                                |                                         |       |          |                                                             |
| 31 augustus 2021 16:30 (UTC+9) | Argentinië                              | 3 – 0 | Thailand | Aomi Urban Sports Venue, Kōtō Scheidsrechter: Lucio Morgado |
| 31 augustus 2021 16:30 (UTC+9) | - Espinillo 13' - Deldo 20' - Veliz 38' |       |          | Aomi Urban Sports Venue, Kōtō Scheidsrechter: Lucio Morgado |

|                                |              |       |              |                                                                |
| 31 augustus 2021 19:30 (UTC+9) | Marokko      | 1 – 1 | Spanje       | Aomi Urban Sports Venue, Kōtō Scheidsrechter: Germinal Lubrano |
| 31 augustus 2021 19:30 (UTC+9) | - Snisla 18' |       | - Martin 30' | Aomi Urban Sports Venue, Kōtō Scheidsrechter: Germinal Lubrano |

## knockoutfase
|  | Halve finale      | Halve finale      |   |                   | Finale            | Finale |
|  |                   |                   |   |                   |                   |        |
|  | 2 september 16:30 |                   |   |                   |                   |        |
|  | China             | 0                 |   |                   |                   |        |
|  | Argentinië        | 2                 |   |                   |                   |        |
|  |                   |                   |   |                   |                   |        |
|  |                   |                   |   |                   | 4 september 17:30 |        |
|  |                   |                   |   |                   | Argentinië        | 0      |
|  |                   | Brazilië          | 1 |                   |                   |        |
|  |                   |                   |   |                   |                   |        |
|  |                   |                   |   |                   | Derde plaats      |        |
|  | 2 september 19:30 | 2 september 19:30 |   | 4 september 11:30 | 4 september 11:30 |        |
|  | Brazilië          | 1                 |   | China             | 0                 |        |
|  | Marokko           | 0                 |   |                   | Marokko           | 4      |

### Halve finales
|                                |       |                      |            |                                                             |
| 2 september 2021 16:30 (UTC+9) | China | 0 – 2                | Argentinië | Aomi Urban Sports Venue, Kōtō Scheidsrechter: Lucio Morgado |
| 2 september 2021 16:30 (UTC+9) |       | - Espinillo 18', 22' |            | Aomi Urban Sports Venue, Kōtō Scheidsrechter: Lucio Morgado |

|                                |                    |       |         |                                                                 |
| 2 september 2021 19:30 (UTC+9) | Brazilië           | 1 – 0 | Marokko | Aomi Urban Sports Venue, Kōtō Scheidsrechter: François Carcouët |
| 2 september 2021 19:30 (UTC+9) | - Berka 28' (e.d.) |       |         | Aomi Urban Sports Venue, Kōtō Scheidsrechter: François Carcouët |

### Bronzen finale
|                                |       |                           |         |                                                             |
| 4 september 2021 11:30 (UTC+9) | China | 0 – 4                     | Marokko | Aomi Urban Sports Venue, Kōtō Scheidsrechter: Lucio Morgado |
| 4 september 2021 11:30 (UTC+9) |       | - Snisla 4', 8', 18', 30' |         | Aomi Urban Sports Venue, Kōtō Scheidsrechter: Lucio Morgado |

### Finale
|                                |            |              |          |                                                                 |
| 4 september 2021 17:30 (UTC+9) | Argentinië | 0 – 1        | Brazilië | Aomi Urban Sports Venue, Kōtō Scheidsrechter: François Carcouët |
| 4 september 2021 17:30 (UTC+9) |            | - Mendes 33' |          | Aomi Urban Sports Venue, Kōtō Scheidsrechter: François Carcouët |

### Medaillewinnaars
| Goud | Zilver | Brons |
| --- | --- | --- |
| Brazilië Luan de Lacerda doelman Damião Robson Cássio Lopes dos Reis Jardiel Vieira Soares Jeferson da Conceição Gonçalves Raimundo Nonato Alves Tiago da Silva Ricardo Alves Gledson da Paixão Barros Matheus Bumussa doelman | Argentinië Dario Aldo Lencina doelman German Muleck doelman' Federico Arcadi Angel Ricardo Deldo Garcia Maximiliano Espinillo Nahuel Armando Heredia Froilan Abdul Padilla Marcelo Panizza Braian Emanuel Pereyra Nicolas Veliz | Marokko Abdellali Ait Al Hakem doelman Samir Bara doelman Elhabib Ait Bajja Imad Berka Kamal Boughlam Said El-Mselek Houssam Ghili Ayoub Hadimi Abderrazak Hattab Zouhair Snisla |

Atletiek · Badminton · Bankdrukken · Basketbal · Boccia · Boogschieten · Goalball · Judo · Kanovaren · Paardensport · Roeien · Rugby · Schermen · Schietsport · Taekwondo · Tafeltennis · Tennis · Triatlon · Voetbal · Volleybal · Wielersport · Zwemmen
Athene 2004 ·
Peking 2008 ·
Londen 2012 ·
Rio de Janeiro 2016 ·
Tokio 2020 ·
Parijs 2024 ·
Los Angeles 2028 ·